# Modèle de cointégration
La cointégration est une propriété statistique des séries temporelles introduite dans l'analyse économique, notamment par Granger et Newbold (1974). En des termes simples, la cointégration permet de détecter la relation de long terme entre deux ou plusieurs séries temporelles. Sa formalisation rigoureuse est due à Granger (1981), Engle et Granger (1987) et Johansen (1991, 1995). Techniquement, la notion de cointégration implique implicitement celle d'intégration.
Formellement, si les séries temporelles {\displaystyle x_{1,t}} et {\displaystyle x_{2,t}} sont intégrées d'ordre 1 et que par ailleurs, une combinaison linéaire de ces séries est intégrée d'ordre zéro (stationnaire), on dira alors que {\displaystyle x_{1,t}} et {\displaystyle x_{2,t}} sont cointégrées d'ordre (1,1) :
{\displaystyle x_{1,t}}, {\displaystyle x_{2,t}} ~ {\displaystyle CI(1,1)}.

## Test
la littérature économétrique distingue différentes techniques permettant de tester la cointégration parmi lesquelles :
- l'algorithme de Granger – Engle (1987) ;
- les approches de Johansen (1988, 1991) ;
- le test de Stock – Watson (1988) ;
- le test de Phillips – Ouliaris (1990).

### Ouvrages
- (en) George Box et Gwilym Jenkins, Time series analysis : Forecasting and control, Holden-Day, 1970
- Christian Gouriéroux et Alain Monfort, Séries temporelles et modèles dynamiques, Economica, 1995
- (en) James Douglas Hamilton, Time Series Analysis, Princeton University Press, 1994
- Sandrine Lardic et Valérie Mignon, Économétrie des séries temporelles macroéconomiques et financières, Paris, Economica, 2002
- (en) G. S. Maddala et In-Moo Kim, Unit roots, Cointegration and Structural Change, Cambridge University Press, 1998
- Alain Pirotte, L'économétrie : des origines aux développements récents, Paris, éditions du CNRS, 2004, 242 p. (ISBN 978-2-271-06231-4).

### Articles
- (en) Clive W.S. Granger et Andrew Weiss, « Time Series Analysis of Error Correcting Models" in Studies in Econometrics », Time Series and Multivariate Statistics,‎ 1983, p. 225–278.
- (en) Robert F. Engle, « Autoregressive Conditional Heteroskedasticity With Estimates of the Variance of U.K. Inflation », Econometrica 50 (1982): 987-1008.
- (en) Robert F. Engle, David M. Lilien et Russell P. Robins, « Estimation of Time Varying Risk Premia in the Term Structure: the ARCH-M Model » (avec David Lilien et Russell Robins), Econometrica 55 (1987): 391-407.
- (en) Robert F. Engle et Clive Granger, « Co-integration and Error Correction : Representation, Estimation and Testing », Econometrica, vol. 55,‎ 1987, p. 251-276
- (en) Robert F. Engle, C. W. J. Granger, John Rice et Andrew Weiss, « Semi-parametric estimates of the relation between weather and electricity demand », JASA 81 (1986): 310-320.
- (en) Robert F. Engle, David F. Hendry et Jean-Francois Richard, « Exogeneity », Econometrica 51 (1983): 277-304.
- (en) Robert F. Engle, Victor Ng et Michael Rothschild, « Asset Pricing with a Factor ARCH Covariance Structure: Empirical Estimates for Treasury Bills », Journal of Econometrics 45 (1990): 213-237.
- (en) Robert Engle, « Dynamic Conditional Correlation - A Simple Class of Multivariate GARCH Models », Journal of Business and Economic Statistics (en), (Juillet 2002).
- Yves Togba et Jean-Paul K. Tsasa, « Cointégration et Modèle à Correction d’Erreur », One Pager Laboratoire d'analyse-recherche en économie quantitative , vol. 8, no 3,‎ 2013, p. 31–41.
- Yang, Michael. "Michael Yang, « A Patch for scipy.spatial.distance for cointegration », 29 août 2013.
- (en) A. Hatemi-J, « Tests for cointegration with two unknown regime shifts with an application to financial market integration », Empirical Economics, vol. 35, no 3,‎ 2008, p. 31–41 (DOI 10.1007/s00181-007-0175-9).
- Banerjee, Anindya, Juan J. Dolado, John W. Galbraith et David F. Hendry, 1993, Co-integration, Error Correction, and the Econometric Analysis of Non-stationary Data, Oxford: Oxford University Press.
- Ericsson Neil R. et James G. MacKinnon, 2002, "Distributions of Error Correction Tests for Cointegration", Econometrics Journal, 5, 285 – 318.
- Johansen Søren, 1991, “Estimation and Hypothesis Testing of Cointegration Vectors in Gaussian Vector Autoregressive Models”, Econometrica, 59, 1551 – 1580.
- MacKinnon James G., Alfred A. Haug et Leo Michels, 1999, "Numerical distribution functions of likelihood ratio tests for cointegration", Journal of Applied Econometrics, 14, 563 – 77.
- Harbo Ingrid, Søren Johansen, Bent Nielsen et Anders Rahbek, 1998, "Asymptotic Inference on Cointegrating Rank in Partial Systems", Journal of Business and Economic Statistics, 16, 388 – 99.